# Sorne (Vallière)
Die Sorne ist ein kleiner Fluss in Frankreich, der im Département Jura in der Region Bourgogne-Franche-Comté verläuft. Sie entspringt im Gemeindegebiet von Vernantois, entwässert generell Richtung Westnordwest, umgeht im Süden den Großraum von Lons-le-Saunier und mündet nach rund 14 Kilometern im nordöstlichen Gemeindegebiet von Condamine als linker Nebenfluss in die Vallière.  Die Sorne quert im Mittellauf die Bahnstrecke Mouchard–Bourg-en-Bresse.

## Orte am Fluss
(Reihenfolge in Fließrichtung)
- Vernantois
- Moiron
- Macornay
- Courbouzon
- Messia-sur-Sorne
- Chilly-le-Vignoble
- Frébuans
- Le Moulin de Nilly, Gemeinde Courlaoux